# ولایت خودمختار انشی توجیا و میائو
ولایت خودمختار انشی توجیا و میائو (به انگلیسی: Enshi Tujia and Miao Autonomous Prefecture) یک ولایت خودمختار در چین است که در هوبئی واقع شده‌است. ولایت خودمختار انشی توجیا و میائو ۲۴٬۰۰۰ کیلومتر مربع مساحت و ۳٬۸۰۰٬۰۰۰ نفر جمعیت دارد.